# 読んde!!ココ
読んde!!ココ（よんでここ）は、かつて一般消費者向けに販売されていた光学文字認識ソフトウェア。日本語文字認識は独自エンジンを搭載し、英語文字認識にはABBYY社製のエンジンを搭載した。
エー・アイ・ソフトは1990年6月に名刺認識システム開発を開発した。これが「読んde!!ココ」に発展し、1994年12月に最初のバージョンをリリースした。2006年11月にエー・アイ・ソフトがエプソン販売に吸収合併され、その後は同社に引き継がれた。2012年9月30日をもって販売を終了し、2014年9月30日でサポートを終了した。

## バージョン履歴

### Windows版
読んde!!ココ
1994年12月発売
読んde!!ココ Ver.2
1996年頃発売
対応OSは、Windows 3.1/95
読んde!!ココ Ver.3
1997年3月20日発売
対応OSは、Windows 3.1/95/NT3.51/NT4.0
読んde!!ココ Ver.4 with 名刺OCR for Windows
1998年3月13日発売
対応OSは、Windows 95/NT4.0
読んde!!ココ Ver.5 with 名刺OCR for Windows
1999年2月26日発売。
対応OSは、Windows 95/98/NT4.0
読んde!!ココ Ver.6 with 名刺OCR
2000年2月25日発売。
対応OSは、Windows 95/98/NT4.0/2000
読んde!!ココ Ver.7
2001年2月6日発売。
対応OSは、Windows 95/98/Me/NT4.0/2000
読んde!!ココ Ver.8
2002年2月22日発売。
対応OSは、Windows 95/98/Me/NT4.0/2000/XP
読んde!!ココ Ver.9
2003年2月27日発売。
対応OSは、Windows 95/98/Me/NT 4.0/2000/XP
読んde!!ココ Ver.10
2004年2月5日発売。
対応OSは、Windows 98/Me/2000/XP
読んde!!ココ Ver.11
2005年2月1日発売。
対応OSは、Windows 98/Me/2000/XP
読んde!!ココ Ver.12
2006年2月24日発売。
対応OSは、Windows 98/Me/2000/XP
読んde!!ココ Ver.13
2007年2月23日発売。本バージョンから販売元はセイコーエプソン株式会社となる。
対応OSは、Windows 2000/XP/Vista(32bit版のみ)

### Macintosh版
読んde!!ココ Ver.2 for Macintosh
1996年発売
対応OSは、漢字Talk7以上
読んde!!ココ Ver.6 for Macintosh
2000年10月13日発売
対応OSは、Mac OS 8.1以降
読んde!!ココ Ver.7 for Macintosh
2002年2月8日発売。
対応OSは、Mac OS 8.1以降とMac OS X 10.1以降（Mac OS X 10.4以上には非対応）

## 読んde!!ココ パーソナル
エプソン製のスキャナへのバンドル版である